# Rombaken
Der Rombaken, nordsamisch: Ruoppák (deutsch gelegentlich auch Rombaksfjord) ist der innerste Seitenarm des Ofotfjords in Norwegen.

## Geografie
Er liegt in der Kommune Narvik in der Landschaft Ofoten in der Provinz Nordland, nördlich und östlich der Hafenstadt Narvik.
Der von steil aufragenden Bergen umgebene Fjord ist etwa 20 km lang und bis zu 344 m tief. An seiner Einmündung in den Ofotfjord ist er etwa 1,4 km breit, an seiner breitesten Stelle etwa 4 km. Auf den letzten 10 km von der Rombaksbrücke nach Osten, dem Rombaksbotn, ist er nur noch knapp 1 km breit.
Die Europastraße 6 verläuft, von Narvik kommend, entlang des Südufers des Fjords, überquert ihn auf der Rombaksbrücke und führt dann weiter in Richtung Norden. Am Nordufer des Rombaksfjords verläuft sie einige Kilometer gemeinsam mit der von Kiruna in Nordschweden kommenden und auf die Lofoten führenden Europastraße 10.
Die Hålogalandbrücke, eine Hängebrücke über die Einmündung des Rombaksfords in den Ofotfjord, verkürzt seit der Fertigstellung im Dezember 2018 die Fahrstrecke auf der E 6 von Narvik nach Bjerkvik und nach Harstad um 17 km und die von Narvik auf der E 10 nach Bjørnfjell um 5 km.

## Geschichte

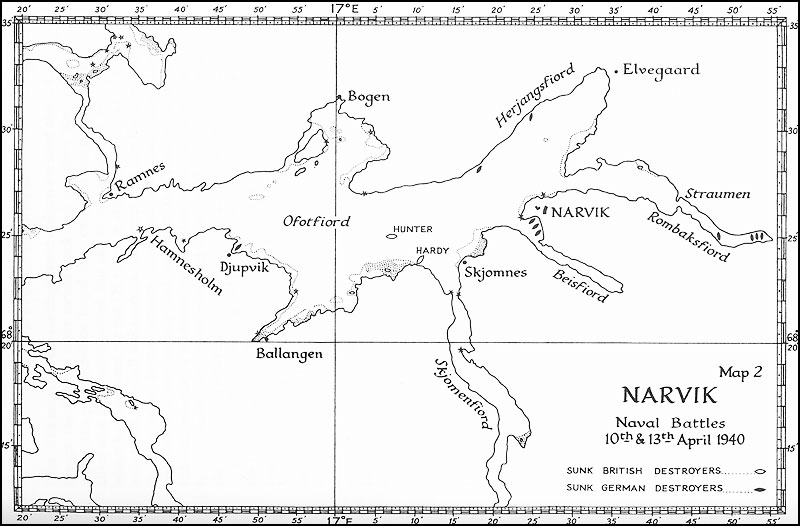
Karte des Ofotfjords, mit den Untergangsstellen der deutschen und britischen Zerstörer

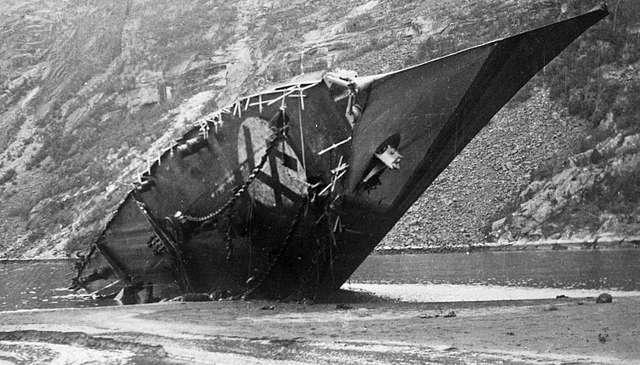
Das Wrack des Zerstörers Bernd von Arnim im Rombaksbotn

Am 13. April 1940, beim zweiten britischen Gegenangriff auf den am 9. April im Zuge der Invasion Norwegens von deutschen Marineeinheiten und Gebirgsjägern besetzten Hafen von Narvik, wurden die letzten vier der zehn deutschen Zerstörer im Rombaksfjord von ihren Besatzungen selbstversenkt, nachdem sie ihre gesamte Munition verschossen hatten. Die Wolfgang Zenker, die Bernd von Arnim und die Hans Lüdemann wurden am östlichen Ende des Rombaksbotn zur Rettung ihrer Besatzungen auf Grund gesetzt, während die Georg Thiele die Deckung übernahm und im Rombaksfjord querliegend den nachdrängenden, aus dem Schlachtschiff Warspite und neun Zerstörern bestehenden britischen Verband noch einige Zeit aufhielt. Nachdem auch die Georg Thiele keine Munition mehr hatte, wurde sie von ihrer Besatzung auf der Südseite des Fjords ebenfalls auf Grund gesetzt.